# Дулциан
Дулциан (лат. dulcian, ит. dolcian от dolce - сладко, меко) е музикален инструмент от групата на дървените духови инструменти и е ранна форма на фагота от XVI и XVII век. Строят и обхватът му са в различни големини - от дискантова до басова. Различава се от бомбарда, който звучи остро и грубо и е с по-нежна звучност, откъдето идва и наименованието му.

## Органов регистър
Дулциан се нарича и вид езичков органов регистър заради сходното звучене с инструмента.